# Heinrich Eichler (Politiker)
Heinrich Johann Eichler (* 29. September 1876 in Bardenfleth; † 30. Juni 1932 in Oldenburg (Oldb)) war ein deutscher Politiker (NSDAP). Von 1931 bis 1932 war er kurzzeitig Präsident des Oldenburgischen Landtags.

## Leben
Eichler wurde als Sohn eines Grenzaufsehers in Bardenfleth geboren. Nach dem Besuch der Volksschule arbeitete er zunächst als Kassengehilfe bei der Amtskasse und im Grundbuchamt der Stadt Oldenburg und rückte 1899 in die Hauptkassenverwaltung auf. In den zwanziger Jahren trat er zweimal als Kandidat für den Oldenburgischen Stadtrat an: im November 1924 für die Nationalsozialistische Freiheitspartei und drei Jahre später als Mitglied der NSDAP-Ortsgruppe Oldenburg, der Eichler seit ihrer Gründung am 6. April 1925 angehörte (Mitgliedsnummer 10.530). Beide Kandidaturen scheiterten, Erfolg brachte erst der dritte Anlauf am 9. November 1930. Als Ratsherr wirkte er dann in verschiedenen Sportausschüssen der Stadt. 1928 bis 1932 war er Abgeordneter des Oldenburgischen Landtags.
Als ergebener Gefolgsmann des Gauleiters Carl Röver stand Eichler nicht im Mittelpunkt der Landtagsdebatten, sondern widmete sich der Parteiarbeit als Gaukassenwart der NSDAP für den Gau Weser-Ems. Seine Kandidatur für das Amt des Landtagspräsidenten, die wahrscheinlich einer plötzlichen Eingebung Rövers entsprang, und seine Wahl noch am selben Tag, dem 10. Juni 1931 überraschten selbst die eigenen Parteigenossen. Eine schwere Krankheit zwang ihn schließlich dazu, sein Mandat vorzeitig im Juni 1932 an Georg Joel abzugeben.